# Odignuće mrežnice
Odignuće mrežnice ili ablacija mrežnice je poremećaj oka kod kojega se mrežnica odlijepi od temeljnog sloja potpornog tkiva. Početno odvajanje mrežnice može biti lokalizirano, ali bez brzog tretmana može se odignuti cijela mrežnica, te uzrokovati gubitak vida, sve do sljepoće. To je medicinska hitnoća.
Mrežnica je tanak sloj tkiva na stražnjoj strani stijenke očne jabučice, osjetljiv na svjetlo. Optički sustav oka fokusira svjetlo na mrežnicu slično kao što je sijetlost fokusirana na filmu kamere.
Mrežnica pretvara fokusiranu sliku u živčane impulse i preko optičkog živca ih šalje u mozak.
Ponekad odvajanje stražnje staklovine, trauma oka ili glave mogu uzrokovati mali razdor mrežnice. Taj razdor omogućava tekućoj staklovini da kroz njega iscuri pod mrežnicu i odvoji je poput mjehura od njene podloge.

## Klasifikacija
- Regmatogeno odignuće mrežnice – regmatogeno odignuće mrežnice nastaje zbog razdora na mrežnici što omogućava prolaz tekućini iz staklovine ispod mrežnice, stvarajući prostor između mrežnice i mrežničnog pigmentnog epitela
- Eksudativno,  serozno ili sekundarno odignuće mrežnice – eksudativno odignuće mrežnice nastaje zbog upale, ozljede ili krvožilne abnormalnosti koja rezultira nakupljanjem tekućine ispod mrežnice bez razdora mrežnice.
- Trakcijsko odignuće mrežnice – trakcijsko odignuće mrežnice nastaje kad fibrovaskularno tkivo uzrokovano povredom, upalom ili neovaskularizacijom, odvoji mrežnicu od mrežničnog pigmentnog epitela.

Znatan broj odignuća mrežnice rezultat je traume, uljučujući tupe udarce u orbitu, penetrantne ozljede i ozljede glave. Retrospektivna indijska studija od 500 slučajeva s regmatogenim odignućem mrežnice ustanovila je da je 11% uzrokovano traumom s postupnim početkom, te da se više od 50% javilo mjesec dana nakon ozljede.

## Znakovi i simptomi
Odignuću mrežnice obično je prethodilo stražnje odvajanje staklovine koje daje ove simptome:
- Bljeskovi svijetla, fotopsija – vrlo kratki, javljaju se u perifernim dijelovima vidnog polja
- Naglo povećanje broja mutnina („mušica“) u staklovini
- Prsten ili niti samo na temporalnoj strani središnjeg vidnog polja
- Blag osjećaj tromosti u oku

Većina stražnjih odignuća staklovine ne napreduje do odignuća mrežnice. Da se ipak desilo odignuće mrežnice, upućuju ovi simptomi:
- Gusta sjena koja počinje u perifernom vidnom polju i polako napreduje prema središnjem vidnom polju
- Stvara dojam da je koprena ili zavjesa nacrtana u području vidnog polja
- Ravne crte ( stepenica, rub zida, ceste itd.) izgledaju zakrivljene (pozitivan Amslerov test)
- Gubitak centralnog vida.

## Prevencija
Odignuće mrežnice se ponekad može spriječiti. Najučinkovitiji način jest obrazovati ljude da potraže liječničku pomoć kad primijete simptoma koji upućuju na ablaciju stražnje staklovine. Rani pregledi omogućuju otkrivanje mrežničnih razdora koji se mogu tretirati laserski ili krioterapijom. To smanjuje rizik od ablacije mrežnice u onih koji imaju razdore od oko 1:3 do 1:20. 
Postoji nekoliko rizičnih faktora koji mogu dovesti do ablacije mrežnice. Tu spadaju i brojne aktivnosti koje s vremenom mogu dovesti do odignuća mrežnice u predisponiranih, i koje su istima zabranjene ili dijelom ograničene za izvođenje.
Operacija katarakte je jedan d glavnih uzroka ablacije, a zanimljivo je da se može pojaviti nakon mnogo vremena od operacije. Rizik se povećava ako postoje komplikacije tijekom operacije, ali to i ne mora biti slučaj. Povećana stopa operacija katarakti te sve manja dob operiranih, nesumnjivo vode i većoj incidenciji odignuća mrežnice.
Trauma oka je nešto rjeđi uzrok odignuća. Sve aktivnosti koje mogu uzrokovati izravnu trauma na oku (boks, kickboxing, karate, itd.), mogu uzrokovati određenu vrstu rascjepa na mrežnici koja se zove mrežnična dijaliza. Ovaj tip razdora se može otkriti i izliječiti prije nego što dovede do odignuća mrežnice. Iz tog razloga mnogi sportaši koji se bave navedenim ili sličnim sportovima, bi trebali odlaziti na redovite oftalmološke preglede.
Pojedincima koji su zbog visoke razine kratkovidost skloni odignuću mrežnice preporuča se izbjegavanje aktivnosti u kojima postoji rizik od trauma glave ili očiju, iako bez izravne traume oka ova tvrdnja nije argumentirana. Neki liječnici preporučuju izbjegavanje aktivnosti koje povećavaju tlak u oku, uključujući i ronjenje, skakanje s padobranom, ali opet s malo argumentiranih dokaza. Prema jednoj medicinskoj internetskoj stranici, odignuće mrežnice se ne događa kod stiskanja očiju, naginjanja ili podizanja teških predmeta. Stoga, podizanje teških predmeta ne bi trebalo dovesti do odignuća mrežnice. Međutim, dvije novije znanstvene studije su prikazale nekoliko slučajeva odignuća mrežnice i makulopatije poveznih s podizanjem teških tereta (posebno s Valsalvinom metodom), zbog povećanja očnog krvnog tlaka tijekom podizanje tereta. Osim toga, nedavna studija usmjerena na problem kratkovidnosti, podržava pretpostavku da podizanje teškog tereta koje zahtijeva Valsalvin manevar može biti faktor rizika za odignuće mrežnice. 
Aktivnosti koje uključuju naglo ubrzavanje ili usporavanje također mogu povećati očni tlak te ih neki liječnici ne preporučaju. U te aktivnosti spadaju bungee jumping, drag racing, te rollercoaster vožnje.

## Liječenje
Postoji nekoliko metoda kojima se može liječiti odignuće mrežnice, a sve se temelje na principu zatvaranju razdora koji su se formirali u mrežnici. 

### Adatomed silikonsko ulje
Adatomed silikonsko ulje je sterilna, bezbojna tekućina koja se ubrizgava u oko i mehanički fiksira mrežnicu na mjestu. Obično se uklanja nakon godine dana. Ovaj tretman se pokazao posebno uspješnim u liječenju odignuća mrežnica povezanih s citomegalovirusom kao sekundarnom infekcijom AIDS-a.

### Krioterapija i fotokoagulacija
Krioterapija (zamrzavanje) i fotokoagulacija laserski su tretmani koji se koriste da bi napravili ožiljke u okolini razdora koji su se stvorili u mrežnici. Novonastali ožiljak adherira mrežnicu što sprječava daljnje nakupljanje tekućine koja je dovela do ablacije. Krioterapija i fotokoagulacija se obično koriste kombinirano. Međutim, krioterapija se uglavnom koristi u slučajevima gdje postoji puno tekućine iza razdora.

### Skleralni prsten (serklaža)
Ova operacija oka se izvodi tako da se uz pomoć jedne ili više silikonskih traka s vanjske strane pritisne očna jabučica. Na taj se način pokuša spojiti odvojene dijelove, odnosno zatvoriti razdore te dopustiti da se mrežnice nanovo spoji. Trake se najčešće ne uklanjaju.
Česta nuspojava ovog liječenja je kratkovidnost. Radijalna serklaža se koristi za razdore u obliku slova „u“ ili u obliku ribljih usta te za stražnje razdore. Periferna serklaža je inicirana kod mnogostrukih razdora, te prednjih i širokih odignuća. Kružna serklaža je indicirana kada je odignuće zahvatilo više od 2 kvadranta mrežnice, kod rešetkaste degeneracije više od 2 kvadranta mrežnice, kod neidentificiranih razdora, proliferativne retinopatije te nestručno izvedenih operacija.

### Pneumoretinopeksija
Ova operacija se obično izvodi pod lokalnom anestezijom. U oko se ubrizgavaju mjehurići plina (SF6 ili C3F8 plin) nakon čega se tretman nastavlja laserom. Pacijentova glava mora biti nagnuta i u takvom položaju da mjehurići zraka budu nasuprot razdora u mrežnici. Pacijent bi morao mirovati nekoliko dana da bi terapija uspjela. Mjehurići zraka površinskom napetošću pridržavaju mrežnicu uz pigmentni sloj. Pneumoretinopeksija nije pogodna za izvođenje ako se razdori i odignuće nalaze u donjim dijelovima očne jabučice. Ovaj postupak se najčešće izvodi u kombinaciji s krioterapijom i fotokoagulacijom. 

### Vitrektomija
Vitrektomija se sve više koristi za liječenje ablacije mrežnice u zemljama s modernim sustavima zdravstvene zaštite. Ovim postupkom se uklanja staklovina te se oko puni mjehurićem plina (C3F8 ili SF6 plin). Prednosti ove operacije su da za posljedicu nema kratkovidnost, a nedostatak taj što vitrektomija uvijek vodi bržoj progresiji razvoja katarakte u operiranom oku. 

### Ignipunktura
Ignipunktura je stari, napušteni postupak kojim se mrežnica kauterizirala vrlo vrućim šiljastim instrumentima. Postupak je dobio ime po Jules Gonin koji ga je prvi i izveo u ranim 1900-tim. 
Nakon tretmana pacijenti povrate svoj vid postupno tijekom nekoliko tjedana, iako postoji mogućnost da vidna oštrina neće biti ista kao i prije odignuća, osobito ako je u odignuće mrežnice bilo uključeno i područje macule.
Međutim, ako se odignuće mrežnice ne tretira, potpuna sljepoća se može razviti u samo nekoliko dana.

## Epidemiologija
Incidencija odignuća mrežnice na inače normalnom oku je oko 5 slučajeva na 100000 stanovnika godišnje. Odignuće mrežnice je češće kod sredovječne i starije populacije, s incidencijom od oko 20 na 100000 godišnje. Povećan rizik u normalnom oku je oko 1 na 300.
- Odvajanje mrežnice je češće kod osoba s teškom kratkovidnosti ( iznad 5-6 dioptrijom), oko je predugo, retina je tanka nategnuta. Rizik se povećava za oko 1 na 20. Kratkovidnost je u 67% slučajeva povezana s odignućem mrežnice. Pacijenti koji pate od kratkovidnosti uzrokovane odignućem mrežnice su češće mlađe osobe za razliku od pacijenata koji imaju odignuće mrežnice i nisu kratkovidni.
- Odvajanje mrežnice češće je nakon operacije katarakte. Procjena rizika odvajanja mrežnice nakon operacije katarakte iznosi 5 do 16 na 1000 operacija. Rizik može biti znatno veći kod izrazito kratkovidnih osoba s učestalosti od 7%, prijavljeno u jednoj studiji. Odstranjenje katarakte u mladoj dobi dodatno povećava rizik u ovoj studiji. Dugoročni rizik odignuća mrežnice nakon ekstrakapsularne ekstrakcije i fakoemulzifikacije kirurgije katarakte na 2,5 i 10 godina procjenjen je na 0.36%, 0.77% i 1.29%.
- Tenzijsko odignuće mrežnice može se pojaviti u pacijenata s proliferativnom dijabetičkom retinopatijom ili proliferativnom retinopatijom kod bolesti srpastih stanica. Kod proliferativnih retinopatija abnormalne krvne žile (neovaskularizacija)  urastaju u mrežnicu i šire se kroz staklovinu. U uznapredovaloj bolesti krvne žile mogu povlačiti mrežnicu prema središtu očne jabučice uzrokujući trakcijsko odignuće mrežnice.

Iako se odignuće mrežnice obično javlja na jednom oku, vjerojatnost da će se razviti i na drugom oku je 15%, a taj rizik se povećava za 25-30% kod pacijenata koji su imali katarakte na oba oka.
|  | Molimo pročitajte upozorenje o korištenju medicinskih informacija. Ne provodite liječenje bez savjetovanja s liječnikom! |